# Подольский, Иван Дмитриевич
 Иван Дмитриевич Подольский  (1785—1823) — военнослужащий русской императорской армии, участник русско-персидской и наполеоновских войн, майор, кавалер ордена Святого Георгия 4-й степени.

## Биография
Родился в 1785 году. Происходил из дворян Вятской губернии.
11 марта 1804 года вступил в службу юнкером в Борисоглебский драгунский полк. В том же году участвовал в пленении султана Бахты-Гирея. 5 октября 1806 года произведен в прапорщики. В феврале 1807 года участвовал в походе против чеченцев. В 1808 году участвовал в русско-персидской войне, где участвовал в осаде Эривани.
В 1810 году был в сражении  против кабардинских мятежников. За эту экспедицию он удостоен Высочайшим благоволением. В 1811 году был произведён в поручики. 1 сентября 1812 года переведен в гвардейские кавалерийские резервы. В 1813 году находился в составе резервного эскадрона, направленного к кавалергардскому полку.
16 апреля 1814 года переведен в лейб-гвардейский кирасирский полк. 19 марта вместе с кавалергардским полком Подольский вступил в Париж. В том же году состоял прикомандированным к кавалергардскому полку и 25 марта участвовал с ним в сражении при Фер-Шампенуазе, где при взятии двух орудий был сильно контужен картечью в грудь и награждён орденом Святого Георгия 4-й степени.
27 октября 1814 года назначен полковым адъютантом, в этой должности он пробыл до 6 декабря 1817 года. В 1816 году произведен в штабс-ротмистры, а в 1820 году в ротмистры. 7 мая 1821 года в чине майора переведен в Стародубовский кирасирский полк.
Скончался 28 января 1823 года.